# Ranitomeya yavaricola
Ranitomeya yavaricola es una especie de anfibio anuro de la familia Dendrobatidae.

## Distribución geográfica
Esta especie es endémica de la provincia de Mariscal Ramón Castilla en la región de Loreto, Perú. Se encuentra a 120 m sobre el nivel del mar.

## Descripción
Ranitomeya yavaricola mide de 15 a 17 mm.

## Etimología
Su nombre de la especie, yavari, que se refiere al río Javari, y el latín, colus, que significa "hábitat", le fue dado en referencia a su área de distribución.

## Publicación original
- Perez-Peña, Chávez, Twomey & Brown, 2010: Two new species of Ranitomeya (Anura: Dendrobatidae) from eastern Amazonian Peru. Zootaxa, n.º 2439, p. 1-23.[4]